# Gad Saad
Gad Saad (arabiska: جاد سعد), född 13 oktober 1964 i Beirut, är en libanes-kanadensisk professor inom marknadsföring vid Concordia University. Hans forskning fokuserar sig på konsumentbeteenden och evolutionspsykologi, han har skrivit flera böcker och publicerat vetenskapliga artiklar inom området. Han har även en Youtubekanal där han diskuterar nyheter, politik och forskning, ofta genom intervjuer. Några av de mest kända personer han pratat med är Jordan Peterson, Sam Harris och Deepak Chopra. Några av de svenskar han intervjuat är Hanif Bali, Aron Flam och Göran Adamson.

## Biografi
Gad Saad föddes 1964 i Beirut i Libanon. 1975 flydde Saad tillsammans med sina föräldrar och äldre syskon från inbördeskriget i Libanon till Montreal i Kanada. Familjen är judisk, något som gjorde det osäkert att vara kvar i Libanon, speciellt på grund av den roll religion spelade i inbördeskriget. Hans föräldrar återvände periodvis till Libanon men kidnappades 1980 av Fatah; Saad har beskrivit att hans äldre syskon ordnade en frisläppning för föräldrarna men att ingen i familjen återvänt till Libanon efter händelsen. Saad anger att hans upplevelser av religiös fanatism och folkmord från Libanon är anledningen till att han försöker varna de som lever i Kanada och västvärlden för farorna med att inte försvara tolerans, pluralitet och respekt för individen.
Saads intresse för evolutionspsykologi väcktes under hans första termin vid Cornell University och en kurs i sociologi där socialpsykologen Dennis Regan föreläste. Boken Homicide av Martin Daly och Margo Wilson var en del av kurslitteraturen och introducerade Saad till evolutionära förklaringar kring universella beteendemönster.

## Forskning
Saads forskning är interdisciplinär och tangerar forskningsområden som länge varit relativt skilda, evolutionspsykologi och marknadsföring. Saad har i sin forskning försökt använda kunskaper från evolutionsbiologi, beteendeekologi och evolutionspsykologi för att se hur de påverkar konsumentbeteenden och kan appliceras inom marknadsföring.

### Publikationer

#### Böcker
- The Evolutionary Bases of Consumption (2007).[10]
- Evolutionary Psychology in the Business Sciences (2011).[11][12]
- The Consuming Instinct: What Juicy Burgers, Ferraris, Pornography, and Gift Giving Reveal About Human Nature (2011).[13]
- The Parasitic Mind: How Infectious Ideas Are Killing Common Sense (2020)
- The Saad Truth about Happiness: 8 Secrets for Leading the Good Life (2023)

#### Vetenskapliga artiklar i urval
- Applications of evolutionary psychology in marketing. Psychology & Marketing. (2000).[14]
- Sex Differences in the Ultimatum Game:  An Evolutionary Psychology Perspective. Journal of Bioeconomics. (2001).[15]
- The Effect of Conspicuous Consumption on Men’s Testosterone Levels. Organizational Behavior and Human Decision Processes. (2009).[16]
- Evolutionary consumption. Journal of Consumer Psychology. (2013).[17]
- The framing effect when evaluating prospective mates: An adaptationist perspective. Evolution and Human Behavior. (2014).[18]

## Youtube
2014 började Saad publicera videoklipp på Youtube. På sin youtubekanal diskuterar Saad ämnen som politik, psykologi, politisk korrekthet och islam. Videorna delas in i två större serier, THE SAAD TRUTH, som den 23 juli 2019 hade 943 avsnitt, och One-On-One-Chats. THE SAAD TRUTH består oftast antingen av en monolog av Saad eller ett videosamtal mellan honom och en gäst. I One-On-One-Chats intervjuar eller samtalar med personer på plats hos honom och inte över videosamtal. Gästerna är främst forskare, politiker, politiska aktivister och facklitterära författare. 
Gäster som medverkat i THE SAAD TRUTH eller One-On-One-Chats:

- Sarah Heider
- Peter Boghassian
- Geoffrey Miller
- "Joniversity", youtubare
- Aki Muthali
- Mercedes Carrera
- Greg Lukianoff
- Dave Rubin
- Ali A. Rizvi
- Brian Wansink
- Faisal Saeed Al-Mutar
- Randy Nesse
- Anne Marie Waters
- Asra Nomani
- Maz Jobrani
- Michel Pham
- Milo Yiannopoulos
- Bill Warner
- Max Abrahms
- Salim Mansur
- Peter Singer
- Michael Nugent
- John Amaechi
- Raheel Raza
- Alice Dreger
- Christina Hoff Sommers
- Stephen Christopher Yaxley-Lennon, mer känd under pseudonymen Tommy Robinson.
- Darren Dahl
- Paul Joseph Watson
- Gavin McInnes
- Hazem Farraj
- Tiffany Gabbay
- Jerry Coyne
- David Buss
- Bruce Bawer
- Nicolai Sennels
- Ronnie Chatah, son till Mohamad Chatah.
- Janice Fiamengo
- Robert Frank
- Steven Crowder
- Robert Spencer
- Hamed Abdel-Samad
- Andrew C. McCarthy
- Tony Ayres
- Tarek Fatah
- Carl Benjamin, mer känd under namnet för sin youtubekanal, Sargon of Akkad.
- Jonathan Haidt
- Gareth Cliff
- David Pakman
- Jonah Berger
- David Wood
- Ingrid Carlqvist
- Rita Panahi
- Frank Gaffney
- Shadi Hamid
- Bosch Fawstin
- Lee Smolin
- Sam Harris
- Mubin Shaikh, tidigare islamistisk extremist.
- Jordan Peterson
- Anthony Scaramucci
- Jerry Agar
- Michael Kennedy
- Josh Zepps
- Dan Ariely
- Greg Gutfeld
- Sam Lawrence
- Douglas Murray
- Nick Cohen
- Michael Rectenwald
- Philip Carl Salzman, antropolog.
- Dan Klein, ekonom.
- Lauren Southern
- Mason Weaver
- Dan Dennett
- Ibn Warraq
- Dave Cullen, youtubare.
- Michael Shermer
- Mark Pellegrino
- Gareth Cliff
- Steve Hilton
- Brother Rachid
- Cynthia Farahat, egyptisk aktivist.
- Yasmine Mohammed, kanadensisk aktivist.
- Faith Goldy
- Dario Fernandez-Morera
- Mohamad Tawhidi, också känd som Imam Tawhidi.
- Hanif Bali
- Bret Weinstein
- David Yerushalmi
- Aron Flam
- Pascal Boyer
- Deepak Chopra
- Raheem Kassam
- Mohammed Alkhadra
- Göran Adamson
- Joe Henrich
- James Damore
- Lindsay Shepherd
- Ensaf Haidar
- Robert Lustig
- Ken Klonsky
- David McCallum, felaktigt morddömd som suttit 29 år i fängelse.
- Russell Thompkins Jr.
- Sarina Singh
- Nassim Nicholas Taleb
- Kenneth R. Miller
- Rick Mehta
- Michelle Rempel
- Michael Sagner
- Mufassil Islam
- William Gairdner
- Yaron Brook
- Candace Owens
- Martie Haselton
- Rachel Fulton Brown
- Ricardo Lopes, youtubare.
- Alessandro Strumia
- Matt Ridley
- Jack Dorsey, medgrundare till Twitter.
- Evan Sayet
- Ana Paula Henkel, olympisk medaljör.
- Andrew Doyle, Brittisk komiker.
- Vikas Shah
- David Barash
- Heather Heying
- Matt McCarthy